# Tour de Pologne 2008
La 65e édition du Tour de Pologne a eu lieu du 14 au 20 septembre 2008. Il s'agissait de la 15e et dernière épreuve de l'UCI ProTour 2008. L'Allemand Jens Voigt (CSC Saxo Bank), vainqueur en solitaire de la 6e étape, s'y est imposé.

## Équipes invitées et principaux participants
Le Tour de Pologne est la dernière épreuve de l'UCI ProTour 2008. Les trois premiers coureurs du classement individuel de ce dernier sont absents : Alejandro Valverde, Damiano Cunego et Andreas Klöden participent en effet au Tour d'Espagne, qui se déroule simultanément à cette course.
Les 18 équipes du ProTour sont présentes. Aucune équipe continentale professionnelle n'est invitée. Une sélection nationale polonaise participe à la course. Elle est composée de coureurs d'équipes continentales (DHL-Author, CCC Polsat-Polkowice, Legia et Kalev Sport) ne pouvant pas obtenir d'invitation pour une épreuve du ProTour.
Le vainqueur sortant, le Belge Johan Vansummeren, est le leader de l'équipe Silence-Lotto et porte le dossard n°1. Robert Gesink et Kim Kirchen, qui complétaient le podium en 2007, sont en revanche absents.

## Parcours et étapes
| Détail    | Date         | Villes étapes            | Distance | Vainqueur d'étape  | Leader du classement général |
| 1re étape | 14 septembre | Varsovie                 | 4        | Team CSC Saxo-Bank | Lars Ytting Bak              |
| 2e étape  | 15 septembre | Płock - Olsztyn          | 233,6    | Allan Davis        | Murilo Antonio Fischer       |
| 3e étape  | 16 septembre | Mikołajki - Białystok    | 184,7    | Angelo Furlan      | Allan Davis                  |
| 4e étape  | 17 septembre | Bielsk Podlaski - Lublin | 238,4    | étape annulée      | Allan Davis                  |
| 5e étape  | 18 septembre | Nałęczów - Rzeszów       | 235,8    | Jürgen Roelandts   | José Joaquín Rojas           |
| 6e étape  | 19 septembre | Krynica-Zdrój - Zakopane | 203      | Jens Voigt         | Jens Voigt                   |
| 7e étape  | 20 septembre | Rabka-Zdrój - Cracovie   | 153,3    | Robert Förster     | Jens Voigt                   |

## Classements finals

### Classement général
|     | Cycliste          | Équipe               |    | Temps            |
| --- | ----------------- | -------------------- | -- | ---------------- |
| 1.  | Jens Voigt        | Team CSC Saxo-Bank   | en | 21 h 13 min 18 s |
| 2.  | Lars Ytting Bak   | Team CSC Saxo-Bank   | +  | 1 min 22 s       |
| 3.  | Franco Pellizotti | Liquigas             |    | 1 min 24 s       |
| 4.  | Allan Davis       | Quick Step           |    | 1 min 27 s       |
| 5.  | Francesco Gavazzi | Lampre               |    | 1 min 28 s       |
| 6.  | Grégory Rast      | Astana               |    | 1 min 33 s       |
| 7.  | Mirco Lorenzetto  | Team Milram          |    | 1 min 36 s       |
| 8.  | David Loosli      | Lampre               |    | 1 min 37 s       |
| 9.  | Kjell Carlström   | Liquigas             |    | 1 min 37 s       |
| 10. | Marek Rutkiewicz  | Team Poland Bank BGZ |    | 1 min 37 s       |

| Pos | Coureur            | Équipe                | Pts |
| --- | ------------------ | --------------------- | --- |
|     | Allan Davis        | Quick Step            | 18  |
| 2   | Jürgen Roelandts   | Silence-Lotto         | 9   |
| 3   | Yauheni Hutarovich | La Française des jeux | 6   |

| Pos | Coureur          | Équipe               | Pts |
| --- | ---------------- | -------------------- | --- |
|     | Jens Voigt       | Team CSC Saxo-Bank   | 29  |
| 2   | Marek Rutkiewicz | Team Poland Bank BGZ | 9   |
| 3   | Markel Irizar    | Euskaltel-Euskadi    | 6   |

| Pos | Coureur         | Équipe               | Pts |
| --- | --------------- | -------------------- | --- |
|     | Marcin Sapa     | Team Poland Bank BGZ | 9   |
| 2   | Andoni Lafuente | Euskaltel-Euskadi    | 9   |
| 3   | Łukasz Bodnar   | Team Poland Bank BGZ | 8   |

| Pos | Équipe             | Temps               |
| --- | ------------------ | ------------------- |
| 1   | Team CSC Saxo-Bank | en 63 h 43 min 35 s |
| 2   | Liquigas           | + 49 s              |
| 3   | Caisse d'Épargne   | + 53 s              |

## Les étapes

### 1reétape
La première étape s'est déroulée le 14 septembre 2008 à Varsovie.
| Équipe                   |    | Temps      |
| ------------------------ | -- | ---------- |
| 1. CSC Saxo Bank         | en | 4 min 04 s |
| 2. Liquigas              | +  | 3 s        |
| 3. Caisse d'Épargne      | +  | 4 s        |
| 4. Rabobank              | +  | 6 s        |
| 5. Lampre                |    | m.t.       |
| 6. Team Columbia         | +  | 7 s        |
| 7. Quick Step            |    | m.t.       |
| 8. Team Milram           |    | m.t.       |
| 9. La Française des jeux | +  | 8 s        |
| 10. Gerolsteiner         | +  | 9 s        |

| Cycliste                  | Équipe        |    | Temps      |
| ------------------------- | ------------- | -- | ---------- |
| 1. Lars Ytting Bak        | CSC Saxo Bank | en | 4 min 05 s |
| 2. Fränk Schleck          | CSC Saxo Bank |    | m.t.       |
| 3. Fabian Cancellara      | CSC Saxo Bank |    | m.t.       |
| 4. Andy Schleck           | CSC Saxo Bank |    | m.t.       |
| 5. Gustav Larsson         | CSC Saxo Bank |    | m.t.       |
| 6. Jens Voigt             | CSC Saxo Bank |    | m.t.       |
| 7. Franco Pellizotti      | Liquigas      | +  | 3 s        |
| 8. Murilo Antonio Fischer | Liquigas      |    | m.t.       |
| 9. Maciej Bodnar          | Liquigas      |    | m.t.       |
| 10. Mauro Da Dalto        | Liquigas      |    | m.t.       |

### 2eétape
La deuxième étape s'est déroulée le 15 septembre 2008 entre Płock et Olsztyn. Elle a été remportée au sprint par l'Australien Allan Davis (Quick Step).
| Cycliste               | Équipe                |    | Temps           |
| ---------------------- | --------------------- | -- | --------------- |
| 1. Allan Davis         | Quick Step            | en | 6 h 10 min 53 s |
| 2. Murilo Fischer      | Liquigas              |    | m.t.            |
| 3. Mirco Lorenzetto    | Lampre                |    | m.t.            |
| 4. Giovanni Bernaudeau | Bouygues Telecom      |    | m.t.            |
| 5. Yauheni Hutarovich  | La Française des jeux |    | m.t.            |
| 6. Jürgen Roelandts    | Silence-Lotto         |    | m.t.            |
| 7. Peter Wrolich       | Gerolsteiner          |    | m.t.            |
| 8. Erki Pütsep         | Bouygues Telecom      |    | m.t.            |
| 9. Adam Wadecki        | Sélection polonaise   |    | m.t.            |
| 10. Graeme Brown       | Rabobank              |    | m.t.            |

| Cycliste             | Équipe        |    | Temps           |
| -------------------- | ------------- | -- | --------------- |
| 1. Murilo Fischer    | Liquigas      | en | 6 h 14 min 55 s |
| 2. Allan Davis       | Quick Step    |    | m.t.            |
| 3. Lars Ytting Bak   | CSC Saxo Bank | +  | 3 s             |
| 4. Andy Schleck      | CSC Saxo Bank |    | m.t.            |
| 5. Fränk Schleck     | CSC Saxo Bank |    | m.t.            |
| 6. Jens Voigt        | CSC Saxo Bank |    | m.t.            |
| 7. Fabian Cancellara | CSC Saxo Bank |    | m.t.            |
| 8. Gustav Larsson    | CSC Saxo Bank |    | m.t.            |
| 9. Mirco Lorenzetto  | Lampre        | +  | 5 s             |
| 10. Kjell Carlström  | Liquigas      | +  | 6 s             |

### 3eétape
La troisième étape s'est déroulée le 16 septembre 2008 entre Mikołajki et Białystok. Elle a été remportée au sprint par l'Italien Angelo Furlan (Crédit agricole). L'Australien Allan Davis (Quick Step), vainqueur la veille, prend la première place du classement général.
| Cycliste              | Équipe                |    | Temps           |
| --------------------- | --------------------- | -- | --------------- |
| 1. Angelo Furlan      | Crédit agricole       | en | 4 h 26 min 56 s |
| 2. Luciano Pagliarini | Scott-American Beef   |    | m.t.            |
| 3. Allan Davis        | Quick Step            |    | m.t.            |
| 4. Yauheni Hutarovich | La Française des jeux |    | m.t.            |
| 5. Denis Flahaut      | Scott-American Beef   |    | m.t.            |
| 6. Murilo Fischer     | Liquigas              |    | m.t.            |
| 7. Graeme Brown       | Rabobank              |    | m.t.            |
| 8. Krzysztof Jeżowski | Sélection polonaise   |    | m.t.            |
| 9. Andrea Grendene    | Lampre                |    | m.t.            |
| 10. Jürgen Roelandts  | Silence-Lotto         |    | m.t.            |

| Cycliste            | Équipe          |    | Temps            |
| ------------------- | --------------- | -- | ---------------- |
| 1. Allan Davis      | Quick Step      | en | 10 h 41 min 47 s |
| 2. Murilo Fischer   | Liquigas        | +  | 4 s              |
| 3. Lars Ytting Bak  | CSC Saxo Bank   | +  | 7 s              |
| 4. Andy Schleck     | CSC Saxo Bank   |    | m.t.             |
| 5. Fränk Schleck    | CSC Saxo Bank   |    | m.t.             |
| 6. Gustav Larsson   | CSC Saxo Bank   |    | m.t.             |
| 7. Jens Voigt       | CSC Saxo Bank   |    | m.t.             |
| 8. Mirco Lorenzetto | Lampre          | +  | 9 s              |
| 9. Angelo Furlan    | Crédit agricole |    | m.t.             |
| 10. Mauro Da Dalto  | Liquigas        | +  | 10 s             |

### 4eétape
La quatrième étape aurait dû se dérouler le 17 septembre 2008 entre Bielsk Podlaski et Lublin.
Cette quatrième étape fut annulée pour cause de très basse température (moins de dix degrés), sans compter la pluie battante.
| Classement général \| Cycliste \| Équipe \| \| Temps \| \| ------------------- \| --------------- \| -- \| ---------------- \| \| 1. Allan Davis \| Quick Step \| en \| 10 h 41 min 47 s \| \| 2. Murilo Fischer \| Liquigas \| + \| 4 s \| \| 3. Lars Ytting Bak \| CSC Saxo Bank \| + \| 7 s \| \| 4. Andy Schleck \| CSC Saxo Bank \| \| m.t. \| \| 5. Fränk Schleck \| CSC Saxo Bank \| \| m.t. \| \| 6. Gustav Larsson \| CSC Saxo Bank \| \| m.t. \| \| 7. Jens Voigt \| CSC Saxo Bank \| \| m.t. \| \| 8. Mirco Lorenzetto \| Lampre \| + \| 9 s \| \| 9. Angelo Furlan \| Crédit agricole \| \| m.t. \| \| 10. Mauro Da Dalto \| Liquigas \| + \| 10 s \| |                 |    |                  |
| Cycliste | Équipe          |    | Temps            |
| 1. Allan Davis | Quick Step      | en | 10 h 41 min 47 s |
| 2. Murilo Fischer | Liquigas        | +  | 4 s              |
| 3. Lars Ytting Bak | CSC Saxo Bank   | +  | 7 s              |
| 4. Andy Schleck | CSC Saxo Bank   |    | m.t.             |
| 5. Fränk Schleck | CSC Saxo Bank   |    | m.t.             |
| 6. Gustav Larsson | CSC Saxo Bank   |    | m.t.             |
| 7. Jens Voigt | CSC Saxo Bank   |    | m.t.             |
| 8. Mirco Lorenzetto | Lampre          | +  | 9 s              |
| 9. Angelo Furlan | Crédit agricole |    | m.t.             |
| 10. Mauro Da Dalto | Liquigas        | +  | 10 s             |

### 5eétape
La cinquième étape s'est déroulée le 18 septembre 2008 entre Nałęczów et Rzeszów. Elle a été remportée par le Belge Jürgen Roelandts (Silence-Lotto).
| Cycliste                 | Équipe           |    | Temps           |
| ------------------------ | ---------------- | -- | --------------- |
| 1. Jürgen Roelandts      | Silence-Lotto    | en | 5 h 18 min 59 s |
| 2. José Joaquín Rojas    | Caisse d'Épargne |    | m.t.            |
| 3. Steven de Jongh       | Quick Step       |    | m.t.            |
| 4. Peter Wrolich         | Gerolsteiner     |    | m.t.            |
| 5. Francesco Gavazzi     | Lampre           |    | m.t.            |
| 6. Grégory Rast          | Astana           |    | m.t.            |
| 7. Marcus Burghardt      | Team Columbia    |    | m.t.            |
| 8. Aliaksandr Kuschynski | Liquigas         |    | m.t.            |
| 9. Luca Barla            | Team Milram      |    | m.t.            |
| 10. Lars Ytting Bak      | CSC Saxo Bank    |    | m.t.            |

| Cycliste              | Équipe           |    | Temps            |
| --------------------- | ---------------- | -- | ---------------- |
| 1. José Joaquín Rojas | Caisse d'Épargne | en | 16 h 00 min 51 s |
| 2. Lars Ytting Bak    | CSC Saxo Bank    | +  | 2 s              |
| 3. Steven de Jongh    | Quick Step       | +  | 5 s              |
| 4. Allan Davis        | Quick Step       | +  | 7 s              |
| 5. Francesco Gavazzi  | Lampre           | +  | 8 s              |
| 6. Marcus Burghardt   | Team Columbia    | +  | 9 s              |
| 7. Luis León Sánchez  | Caisse d'Épargne | +  | 10 s             |
| 8. Murilo Fischer     | Liquigas         | +  | 11 s             |
| 9. Peter Wrolich      | Gerolsteiner     |    | m.t.             |
| 10. Bram de Groot     | Rabobank         |    | m.t.             |

### 6eétape
La sixième étape s'est déroulée le 19 septembre 2008 entre Krynica-Zdrój et Zakopane. Elle a été remportée par l'Allemand Jens Voigt (CSC Saxo Bank).
| Cycliste                 | Équipe              |    | Temps           |
| ------------------------ | ------------------- | -- | --------------- |
| 1. Jens Voigt            | CSC Saxo Bank       | en | 3 h 05 min 55 s |
| 2. Tony Martin           | Team Columbia       | +  | 47 s            |
| 3. Franco Pellizotti     | Liquigas            | +  | 1 min 15 s      |
| 4. Marek Rutkiewicz      | Sélection polonaise |    | m.t.            |
| 5. Allan Davis           | Quick Step          | +  | 1 min 24 s      |
| 6. Fabian Wegmann        | Gerolsteiner        |    | m.t.            |
| 7. Aliaksandr Kuschynski | Liquigas            |    | m.t.            |
| 8. Francesco Gavazzi     | Lampre              |    | m.t.            |
| 9. Mirco Lorenzetto      | Lampre              |    | m.t.            |
| 10. Pieter Weening       | Rabobank            |    | m.t.            |

| Cycliste                  | Équipe        |    | Temps            |
| ------------------------- | ------------- | -- | ---------------- |
| 1. Jens Voigt             | CSC Saxo Bank | en | 19 h 06 min 50 s |
| 2. Lars Ytting Bak        | CSC Saxo Bank | +  | 1 min 22 s       |
| 3. Franco Pellizotti      | Liquigas      |    | 1 min 24 s       |
| 4. Allan Davis            | Quick Step    |    | 1 min 27 s       |
| 5. Francesco Gavazzi      | Lampre        |    | 1 min 28 s       |
| 6. Grégory Rast           | Liquigas      |    | 1 min 33 s       |
| 7. Fränk Schleck          | CSC Saxo Bank |    | 1 min 34 s       |
| 8. Mirco Lorenzetto       | Lampre        |    | 1 min 36 s       |
| 9. Kjell Carlström        | Liquigas      |    | 1 min 37 s       |
| 10. Aliaksandr Kuschynski | Liquigas      |    | m.t.             |

### 7eétape
La septième et dernière étape s'est déroulée le 20 septembre 2008 entre Rabka-Zdrój et Cracovie.
| Cycliste              | Équipe                |    | Temps           |
| --------------------- | --------------------- | -- | --------------- |
| 1. Robert Förster     | Gerolsteiner          | en | 2 h 06 min 28 s |
| 2. Alberto Curtolo    | Liquigas              | +  | m.t.            |
| 3. Yauheni Hutarovich | La Française des jeux |    | m.t.            |
| 4. Peter Wrolich      | Gerolsteiner          |    | m.t.            |
| 5. Angelo Furlan      | Crédit agricole       |    | m.t.            |
| 6. Jürgen Roelandts   | Silence-Lotto         |    | m.t.            |
| 7. Krzysztof Jeżowski | Sélection polonaise   |    | m.t.            |
| 8. Francesco Gavazzi  | Lampre                |    | m.t.            |
| 9. Dominik Roels      | Team Milram           |    | m.t.            |
| 10. Mirco Lorenzetto  | Lampre                |    | m.t.            |

| Cycliste             | Équipe              |    | Temps            |
| -------------------- | ------------------- | -- | ---------------- |
| 1. Jens Voigt        | CSC Saxo Bank       | en | 21 h 13 min 08 s |
| 2. Lars Ytting Bak   | CSC Saxo Bank       | +  | 1 min 22 s       |
| 3. Franco Pellizotti | Liquigas            | +  | 1 min 24 s       |
| 4. Allan Davis       | Quick Step          |    | 1 min 27 s       |
| 5. Francesco Gavazzi | Lampre              | +  | 1 min 28 s       |
| 6. Grégory Rast      | Liquigas            |    | 1 min 33 s       |
| 7. Mirco Lorenzetto  | Lampre              |    | 1 min 36 s       |
| 8. David Loosli      | Lampre              |    | 1 min 37 s       |
| 9. Kjell Carlström   | Liquigas            |    | m.t.             |
| 10. Marek Rutkiewicz | Sélection polonaise |    | m.t.             |

## Évolution des classements
| Étape (Vainqueur)           | Classement général | Classement sprint | Classement de la montagne | Classement par points | Classement par équipes |
| --------------------------- | ------------------ | ----------------- | ------------------------- | --------------------- | ---------------------- |
| 1re étape (CSC Saxo Bank)   | Lars Ytting Bak    | non décerné       | non décerné               | non décerné           | CSC Saxo Bank          |
| 2e étape (Allan Davis)      | Murilo Fischer     | Andoni Lafuente   | Łukasz Bodnar             | Allan Davis           | CSC Saxo Bank          |
| 3e étape (Angelo Furlan)    | Allan Davis        | Andoni Lafuente   | Marcin Sapa               | Allan Davis           | CSC Saxo Bank          |
| 4e étape (Neutralisé)       | Allan Davis        | Andoni Lafuente   | Marcin Sapa               | Allan Davis           | CSC Saxo Bank          |
| 5e étape (Jürgen Roelandts) | José Joaquín Rojas | Marcin Sapa       | Marcin Sapa               | Allan Davis           | CSC Saxo Bank          |
| 6e étape (Jens Voigt)       | Jens Voigt         | Marcin Sapa       | Tony Martin               | Allan Davis           | CSC Saxo Bank          |
| 7e étape (Robert Förster)   | Jens Voigt         | Marcin Sapa       | Jens Voigt                | Allan Davis           | CSC Saxo Bank          |

## Liste des participants
| Silence-Lotto | Astana | Caisse d'Épargne |
| - 1. Johan Vansummeren (NP 6e) - 2. Mario Aerts (NP 5e) - 3. Dario Cioni (NP 6e) - 4. Cadel Evans - 5. Francis De Greef - 6. Jürgen Roelandts - 7. Jurgen Van den Broeck (NP 2e) - 8. Wim Van Huffel (A 7e)                | - 11. Thomas Frei - 12. Christopher Horner - 13. Roman Kireyev - 14. Andrey Mizourov (NP 1re) - 15. Daniel Navarro - 16. Grégory Rast - 17. Michael Schär - 18. Andrey Zeits                                      | - 21. Anthony Charteau - 22. José Iván Gutiérrez - 23. Pablo Lastras - 24. Marlon Alirio Pérez Arango - 25. Vladimir Karpets - 26. José Joaquín Rojas - 27. Rigoberto Urán (A 6e) - 28. Luis León Sánchez |
| CSC Saxo Bank | Scott-American Beef | Rabobank |
| - 31. Andy Schleck - 32. Fabian Cancellara (A 7e) - 33. Fränk Schleck (A 7e) - 34. Gustav Larsson (NP 5e) - 35. Jens Voigt - 36. Kurt Asle Arvesen (A 7e) - 37. Lars Ytting Bak - 38. Marcus Ljungqvist                    | - 41. Raúl Alarcón (A 5e) - 42. Luciano Pagliarini - 43. Manuele Mori - 44. David Cañada - 45. Ermanno Capelli - 46. Javier Mejías (A 7e) - 47. Denis Flahaut (A 7e) - 48. Beñat Intxausti                        | - 51. Graeme Brown - 52. Bram de Groot (NP 7e) - 53. Koos Moerenhout (A 6e) - 54. Bauke Mollema (NP 7e) - 55. Joost Posthuma (NP 5e) - 56. Laurens ten Dam - 57. Paul Martens - 58. Pieter Weening        |
| Gerolsteiner | La Française des jeux | Euskaltel-Euskadi |
| - 61. Robert Förster - 63. Sven Krauss - 64. Matthias Russ - 65. Fabian Wegmann (NP 7e) - 67. Peter Wrolich - 68. Markus Zberg (A 6e)                                                                                      | - 71. Timothy Gudsell - 72. Yauheni Hutarovich - 74. Yoann Offredo - 75. Tom Stubbe (NP 5e) - 76. Jussi Veikkanen (NP 5e)                                                                                         | - 81. Samuel Sánchez (A 6e) - 82. Josu Agirre - 84. Javier Aramendia - 85. Aitor Hernandez (A 7e) - 86. Andoni Lafuente - 87. Markel Irizar - 88. Iñaki Isasi                                             |
| Team Columbia | Crédit agricole | AG2R La Mondiale |
| - 91. Marcus Burghardt (A 7e) - 92. Gerald Ciolek (A 7e) - 93. Marcel Sieberg - 94. Thomas Lövkvist - 95. Tony Martin (NP 7e) - 96. Morris Possoni - 97. Bert Grabsch (NP 7e) - 98. Kanstantsin Siutsou                    | - 101. Alexandre Botcharov - 103. Pietro Caucchioli - 104. Angelo Furlan - 105. Jonathan Hivert - 106. Ignatas Konovalovas (NP 6e) - 107. Christophe Le Mével (A 5e) - 108. Rémi Pauriol                          | - 111. Tadej Valjavec - 112. Philip Deignan (NP 7e) - 113. Tanel Kangert - 114. Martin Elmiger - 115. Alexandr Pliuschin (A 6e) - 116. Rene Mandri (A 6e) - 117. Jean-Charles Sénac                       |
| Liquigas | Bouygues Telecom | Quick Step |
| - 121. Maciej Bodnar - 122. Kjell Carlström - 123. Alberto Curtolo - 124. Mauro Da Dalto - 125. Murilo Fischer - 126. Aliaksandr Kuschynski - 127. Vladimir Miholjević - 128. Franco Pellizotti                            | - 131. Julien Belgy - 132. Giovanni Bernaudeau - 133. Mathieu Claude - 134. Damien Gaudin (A 7e) - 135. Saïd Haddou (A 7e) - 136. Erki Pütsep (A 7e) - 137. Perrig Quéméneur - 138. Evgeny Sokolov (A 5e)         | - 141. Wilfried Cretskens - 142. Allan Davis - 143. Steven de Jongh - 144. Stijn Devolder - 145. Alexander Efimkin - 146. Dmytro Grabovskyy - 147. Leonardo Scarselli (A 6e) - 148. Alessandro Proni      |
| Cofidis | Team Milram | Lampre |
| - 151. Alexandre Blain - 152. Jean-Eudes Demaret - 153. Hervé Duclos-Lassalle (A 5e) - 154. Frank Høj - 155. Amaël Moinard (NP 6e) - 156. Maxime Monfort (NP 6e) - 157. Damien Monier (NP 7e) - 158. Steve Zampieri (A 5e) | - 161. Luca Barla (A 7e) - 162. Brett Lancaster - 163. Dennis Haueisen (NP 3e) - 164. Alberto Ongarato (NP 5e) - 165. Enrico Poitschke - 166. Elia Rigotto (NP 5e) - 167. Dominik Roels - 168. Marco Velo (NP 5e) | - 171. David Loosli - 172. Marco Bandiera - 173. Matteo Bono - 174. Francesco Gavazzi - 175. Andrea Grendene - 176. Roberto Longo - 177. Mirco Lorenzetto - 178. Sylwester Szmyd                          |
| Team Poland Bank BGZ | | |
| - 181. Łukasz Bodnar - 182. Marcin Sapa - 183. Dariusz Baranowski - 184. Tomasz Kiendyś - 185. Krzysztof Jeżowski - 186. Marek Rutkiewicz - 187. Bartłomiej Matysiak (A 6e) - 188. Adam Wadecki                            | | |

Légende : NP : Non-Partant ; A : Abandon en cours d'étape ; HD : Hors délai ; EX : Exclu.